# Loto 6 din 49 (România)
Loteria Română este o instituție deja tradițională în cultura românească, fiind un joc de noroc și de societate pe piața autohtonă încă de la începutul secolului 20. Din anul 1991 Loteria Română este membră a European Lotteries, devenind în 1992 cunoscută la nivel mondial prin parteneriatul cu  World Lottery Association, ce reunește loteriile de stat din toate continentele.
Loteria Română are ca obiect principal de activitate elaborarea, organizarea, administrarea și exploatarea jocurilor de noroc, executarea de produse loteristice,tipărituri și lucrări poligrafice, precum și alte activități stabilite prin statutul prevăzut în anexa OUG 159/1999, prin care a fost înființată.

## Istoric

### Începuturi
În anul 1906, Regele Carol I a promulgat Legea Loteriei de Stat, modificată în anul 1931 prin Legea pentru înființarea și organizarea Loteriei de Stat pe clase și în anul 1934 ia naștere  Regia Loteriei de Stat, care organiza loteriile în colaborare cu instituțiile culturale. Lansarea în anul 1950 a emisiunilor de „Lozuri în plic” crește enorm popularitatea acestei Regii pe atunci. Inițial jocurile erau organizate de biserici, iar banii nu mergeau la un singur câștigător, ci erau donați oamenilor în nevoie.  La mijjlocul secolului XX premiile mari erau stofe pentru îmbrăcăminte sau în mod cu totul excepțional, o motocicletă „Moskva”. Mai târziu, premiile s-au dezvoltat în excursii în URSS sau Bulgaria , sau chiar automobile. În zilele noastre,  premiile la loto sunt substanțiale: milioane de euro, mașini, apartamente.
În 1999,  prin OUG nr.159 din 21 octombrie 1999  s-a înființat Compania Națională Loteria Română S.A (CNLR), înlocuind Loteria Națională, instituție comunistă. Aceasta s-a constituit ca o societate pe acțiuni. 
În următoarea perioadă s-au lansat noi produse de joc care au sporit popularitatea Loteriei Române, reprezentând importanți factori pentru câștigarea încrederii publice. Printre acestea se numără: „ORA UNU A VENIT”, „Joker”, „Șansa ta” , „Bingo” toate având formatul loteriei video.  
Extragerile erau mereu găzduite de show-uri de familie televizate și transmise duminica pe posturile trustului TELE 7 ABC. 
Guvernul României a hotărât în 2001 să se procedeze la extinderea rețelei de loterie online pentru a elimina jocurile de noroc ilegale. 
Septembrie este „luna Loteriei Române”, iar în data de 15 septembrie 2009, LR a împlinit 103 ani de activitate și s-a scris chiar și o carte despre această societate și despre specificul ei. „Povestea norocului. 100 de ani cu Loteria Română”, scoasă în 2006 de către  Compania Națională Loteria Română. 

### Prezent
Conform Ordonanței de Urgență a Guvernului nr.77/2009 Arhivat în 23 martie 2010, la Wayback Machine. , „Loteria Română” S.A. este singurul organizator de drept de pe teritoriul României care are dreptul să organizeze și să exploateze jocurile de noroc, jocuri loto și pariurile mutuale, confrm definiției primite de acestea de cadrul legislativ al OUG 77/2009. 
Ordonanța de urgență 77 din 24 iunie 2009  privind organizarea și exploatarea jocurilor de noroc, publicată în Monitorul Oficial 439 din 26 iunie 2009 descrie eliberarea și exploatarea licențelor pentru desfășurarea activităților de organizare a jocurilor de noroc, supravegherea acestor activități.

## Legislație

### Ordonanța de urgență nr 159/1999
Ordonanța de urgență nr 159/1999 a fost aprobată prin Legea nr.288/2001 privind înființarea Companiei Naționale „Loteria Română” S.A. Aceasta reglementează înființarea, obiectul de activitate și statutul acestei companii. Aceasta s-a înființat prin reorganizarea Regiei Autonome „Loteria Națională”. 

### Funcționare
Loteria Română este persoană juridică română, având forma juridică de societate comercială pe acțiuni cu capital integral de stat, care se organizează și funcționează în conformitate cu statutul prevăzut în anexa care face parte din OUG 159/1999.  Sediul Loteriei Române este în municipiul București. Loteria Română are în subordine unități fără personalitate juridică, care sunt prevăzute în anexa la statut.
Acțiunile nominative ale Loteriei Române sunt deținute în totalitate și în mod exclusiv de statul român. Drepturile și obligațiile decurgând din calitatea de acționar unic al statului român se exercită de către Ministerul Finanțelor Publice.
Activitatea Loteriei Române se va desfășura pe bază de buget propriu de
venituri și cheltuieli, aprobat potrivit legii. Loteria Română este scutită de plata taxei pe valoarea adăugată pentru activitatea de jocuri de noroc.
Loteria Română este condusă de consiliul de administrație compus din 5 membri, persoane fizice de cetățenie română, domiciliate în România, dintre care unul este desemnat prin ordin al ministrului finanțelor publice și îndeplinește funcția de președinte. Membrii consiliului de administrație sunt numiți pentru o perioadă de 4 ani, cu posibilitatea reinvestirii lor pe perioade având aceeași durată. Președintele consiliului de administrație îndeplinește și funcția de director
general al Loteriei Române.
Gestiunea Loteriei Române este controlată de 3 cenzori și 3 cenzori supleanți. Adunarea generală a acționarilor poate numi un cenzor extern independent, persoană juridică, în condițiile legii. 

Organigrama  functiilor

## Cum se joacă Loto 6/49

### Completarea biletulului
Biletul LOTO 6/49  este o simplă coală de hârtie împărțită în trei zone. Jucătorul are dreptul să folosească doar partea stângă, unde își va alege numerele care speră că vor fi câștigătoare. Acesta le va marca, hașura etc. cu o unealtă de scris permanentă. Celelalte două zone ale biletului de joc nu au voie să fie atinse, rămânând necompletate. 
Marcajul trebuie să fie foarte exact, în pătrățelul unde se află înscris numărul dorit, fără a-l depăși și în mod foarte evident. 
Biletele cu pete de cerneală, murdărie, greșeli, corecturi, sau alte marcaje neconforme cu regulile de joc sunt invalide și nu vor fi luate în calcul.  De acestea este răspunzător exclusiv cel care joacă și depune biletul.
Secțiunea din bilet pe care trebuie să completeze jucătorul numerele și opțiunile de joc, reprezintă un tabel, imprimat de culoare roșie.  Acesta este împărțit la rândul său în 3 secțiuni: prima este cea ce conține numerele, a doua pentru scheme și variante de combinații reduse, iar a treia este exclusiv pentru câmpul NOROC. 
Prima secțiune este la rândul ei împărțită în trei zone, denumite cu A, B și C pe biletul de joc.
În una, oricare sau toate aceste trei zone, jucătorul își poate marca numerele cu care dorește să-și încerce norocul. Fiecare subsecțiune conține toate cele 49 de numere din care jucătorul poate opta, iar fiecare subsecțiune reprezintă o posibilă combinație de joc.  
Secțiunea a doua are coloane pentru fiecare cifră de la 1 la 10. Această secțiune este dedicată exclusiv combinațiilor de cifre sau variantelor de joc și este interdependentă de secțiunea 1. 
După completare, jucătorul poate duce biletul la casă, unde acesta va fi citit și validat de un terminal special, care centralizează și listează informațiile înscrise pe el. Biletul este luat de jucător acasă în speranța de câștig.